# Acanthocereus baxaniensis
Acanthocereus baxaniensis ist eine Pflanzenart in der Gattung Acanthocereus aus der Familie der Kakteengewächse (Cactaceae). Das Artepitheton baxaniensis verweist auf einen mexikanischen Ort namens „Baxan“ (Baján?).

## Beschreibung
Acanthocereus baxaniensis wächst strauchig mit kurzen, aufrechten, graugrünen Trieben, die an der Basis erscheinen, im Alter an ihrer Spitze verzweigen und erreicht Wuchshöhen von 40 bis 60 Zentimetern. Es sind 5 bis 7 dünne Rippen vorhanden, die bis 1,5 Zentimeter hoch sind. Die grauen Areolen stehen bis 3,5 Zentimeter voneinander entfernt. Der einzelne, aufrechte, pfriemliche Mitteldorn ist weißlich und hat eine dunklere Spitze. Es sind 6 bis 8 weißlich Randdornen vorhanden, die gelbliche Spitzen aufweisen und 5 bis 15 Millimeter lang sind.
Die Blüten haben eine Länge von bis 11 Zentimetern. Die eiförmigen bis ellipsoiden Früchte sind rötlich purpurfarben und mit großen Areolen mit weißer Wolle und Dornen besetzt. Sie sind 5 Zentimeter lang und 4 Zentimeter breit.

## Verbreitung und Systematik
Acanthocereus baxaniensis ist auf Kuba verbreitet. 
Die Erstbeschreibung als Cereus baxaniensis wurde 1837 durch Ludwig Georg Karl Pfeiffer veröffentlicht. John Borg stellte die Art 1937 in die Gattung Acanthocereus.
In ihrer Synopsis der Tribus Hylocereeae von 2017 fassen Nadja Korotkova, Thomas Borsch und Salvador Arias die Art als Synonym von Acanthocereus tetragonus auf.

## Nachweise